# الجزائر في الألعاب البارالمبية الصيفية 1992
شاركت الجزائر في الألعاب البارالمبية الصيفية ببرشلونة 1992، وهي المشاركة الأولى في تاريخها منذ سنة 1992.